# Anna Wendzikowska
Anna Danuta Wendzikowska (ur. 7 września 1981 w Warszawie) – polska aktorka, dziennikarka i prezenterka telewizyjna.

## Życiorys
Jest absolwentką II Liceum Ogólnokształcącego im. Stefana Batorego w Warszawie (matura 2000). Przez rok uczęszczała na zajęcia do Prywatnej Szkoły Aktorskiej Haliny i Jana Machulskich w Warszawie. Trzykrotnie podchodziła do egzaminów do Akademii Teatralnej w Warszawie, ale bez powodzenia. Rozpoczęła studia dziennikarskie na Uniwersytecie Warszawskim, ale ukończyła je w Londynie, dokąd wyjechała na trzecim roku studiów w 2005. W Londynie dorabiała, pracując w call center i jako szatniarka w restauracji.
Od dziecka marzyła, aby zostać aktorką. Zadebiutowała w zawodzie w 2001 epizodyczną rolą Wioletty w jednym z odcinków serialu Lokatorzy. W następnych latach zagrała kilka, głównie epizodycznych, ról filmowych i serialowych. W 2007 wystąpiła w teledysku do piosenki „Kill the Pain” zespołu Poise Rite. W latach 2011–2017 wcielała się w prawniczkę Monikę Ochman w serialu TVP2 M jak miłość. Po narodzinach drugiej córki zrezygnowała z kontynuowania kariery aktorskiej, skupiając się na pracy dziennikarskiej.
W latach 2007–2022 była reporterką programu Dzień dobry TVN, dla którego przeprowadzała wywiady z aktorami i twórcami filmowymi podczas międzynarodowych festiwali i premier kinowych. Była prowadzącą autorskich programów o filmach i show-biznesie w TVN Fabuła: PytAnia, Dziewczyny z Hollywood i Przystanek Hollywood. W TVN Style prowadziła program O tym się mówi. W 2011 uczestniczyła w trzynastej edycji programu rozrywkowego TVN Taniec z gwiazdami, a w 2013 wystąpiła w jednym z odcinków programu TVN Ugotowani. Napisała książkę Pytania o Hollywood, czyli gwiazdy bez tajemnic (2014).
Po zakończeniu pracy w TVN zaczęła prowadzić podcast Ku szczęściu i opublikowała książkę poradnikową o tym samym tytule.

## Życie prywatne
W latach 2007–2010 jej mężem był Christopher Combe, którego poznała w Londynie. W latach 2014–2016 była zaręczona z Patrykiem Ignaczakiem, wokalistą zespołu Audiofeels, z którym ma córkę Kornelię (ur. 2015). W latach 2017–2020 była związana z przedsiębiorcą Janem Bazylem, z którym ma córkę, Antoninę (ur. 2018).
Jest kuzynką stylistki Malwiny Wędzikowskiej.

## Filmografia
- 2001, 2002: Lokatorzy jako:
  - Wioletta Puszczyk (odc. 51)
  - Marlena (odc. 86)
- 2002: Nienasycenie jako Eliza
- 2003: Show jako Monika
- 2004: Dziki jako Kasia
- 2004: Oficer jako prostytutka (odc. 5, nie występuje w napisach)
- 2004: Poza zasięgiem jako Soraya
- 2004, 2007: Kryminalni jako
  - hostessa (odc. 13)
  - Monika (odc. 76)
- 2005: Pierwsza miłość jako recepcjonistka (odc. 60)
- 2005: Klinika samotnych serc jako Kaja
- 2006: Serce na dłoni jako Ania
- 2006: Cold Kenya jako szatniarka
- 2008: The Final Wait jako kobieta
- 2008: The Bill jako Halina Lesnik
- 2008: Coming Up jako matka
- 2008–2009: Klan jako Kaja Skipińska
- 2009: Londyńczycy jako hostessa
- 2010: Edge jako Agata
- 2010: Na sygnale jako Vita
- 2011–2017: M jak miłość jako Monika Ochman
- 2014: Paranoia (film krótkometrażowy) jako siostra
- 2015: Bangistan jako strażniczka graniczna na lotnisku
- 2016: Prawdziwe zbrodnie jako dziennikarka przeprowadzająca wywiad
- 2021: Usta usta jako dziennikarka (odc. 44)